# Valmet

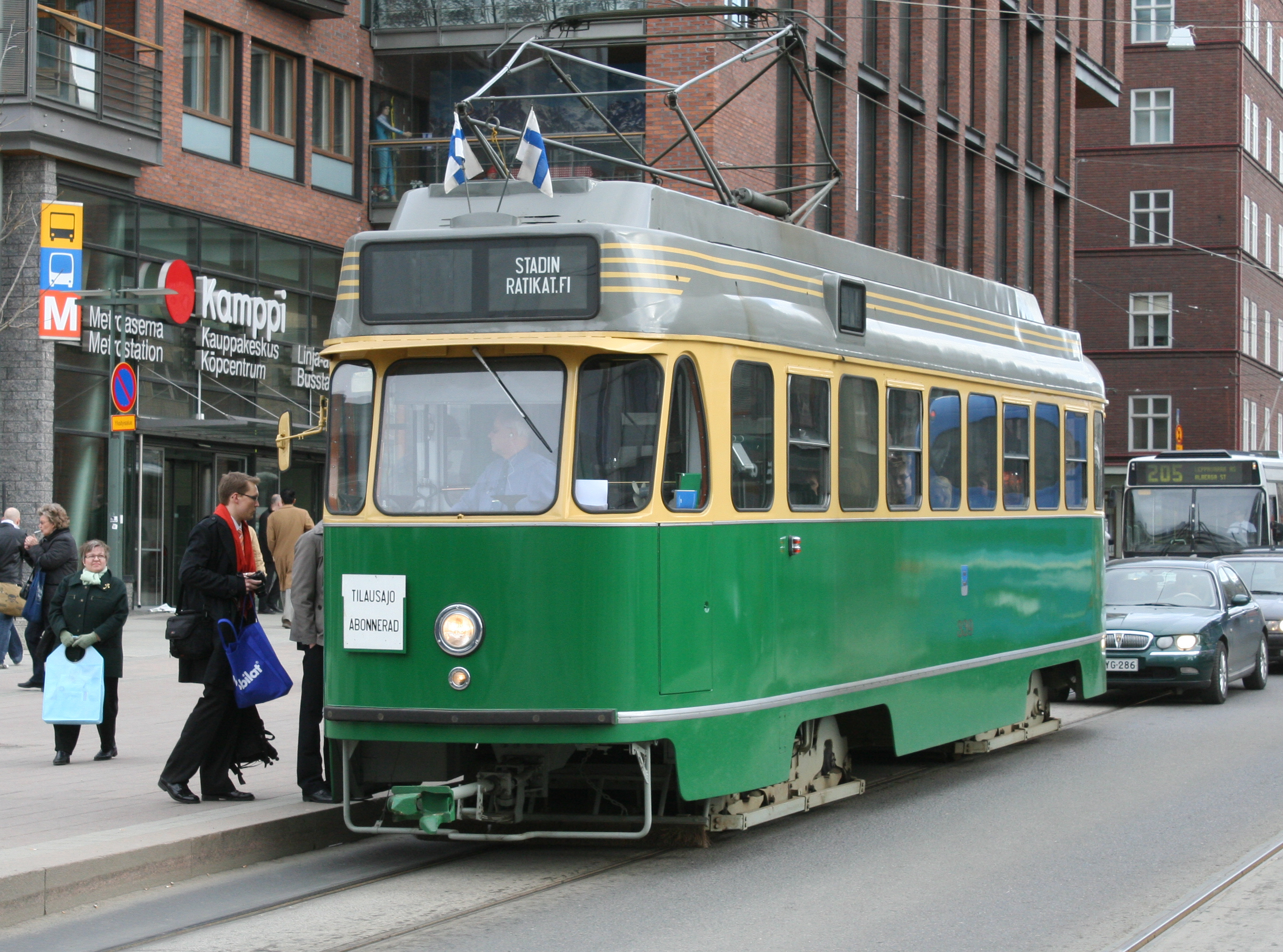
Helsingforsspårvagn av typ Valmet RM1

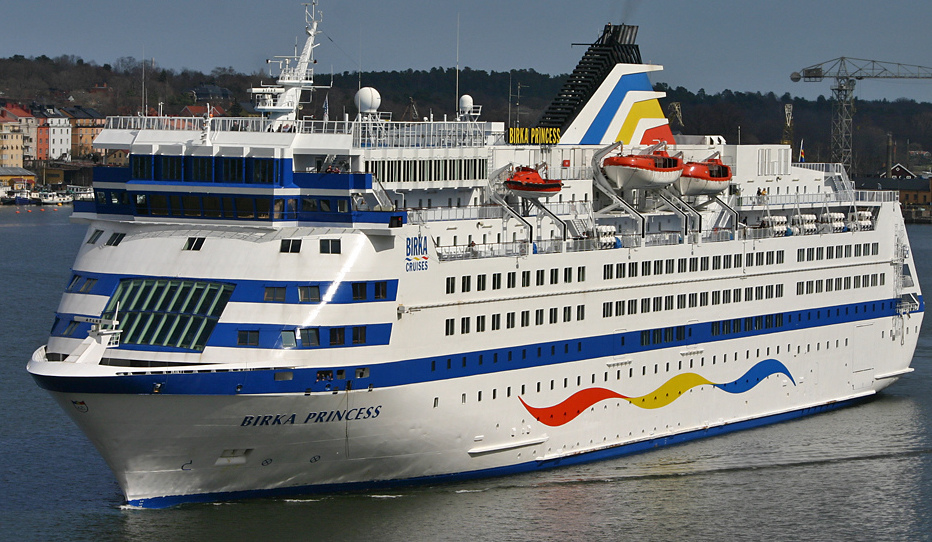
Birka Princess från 1986

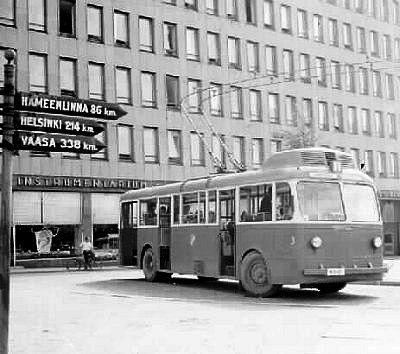
Valmet trådbuss framför Finlands Banks hus i Tammerfors, 1948

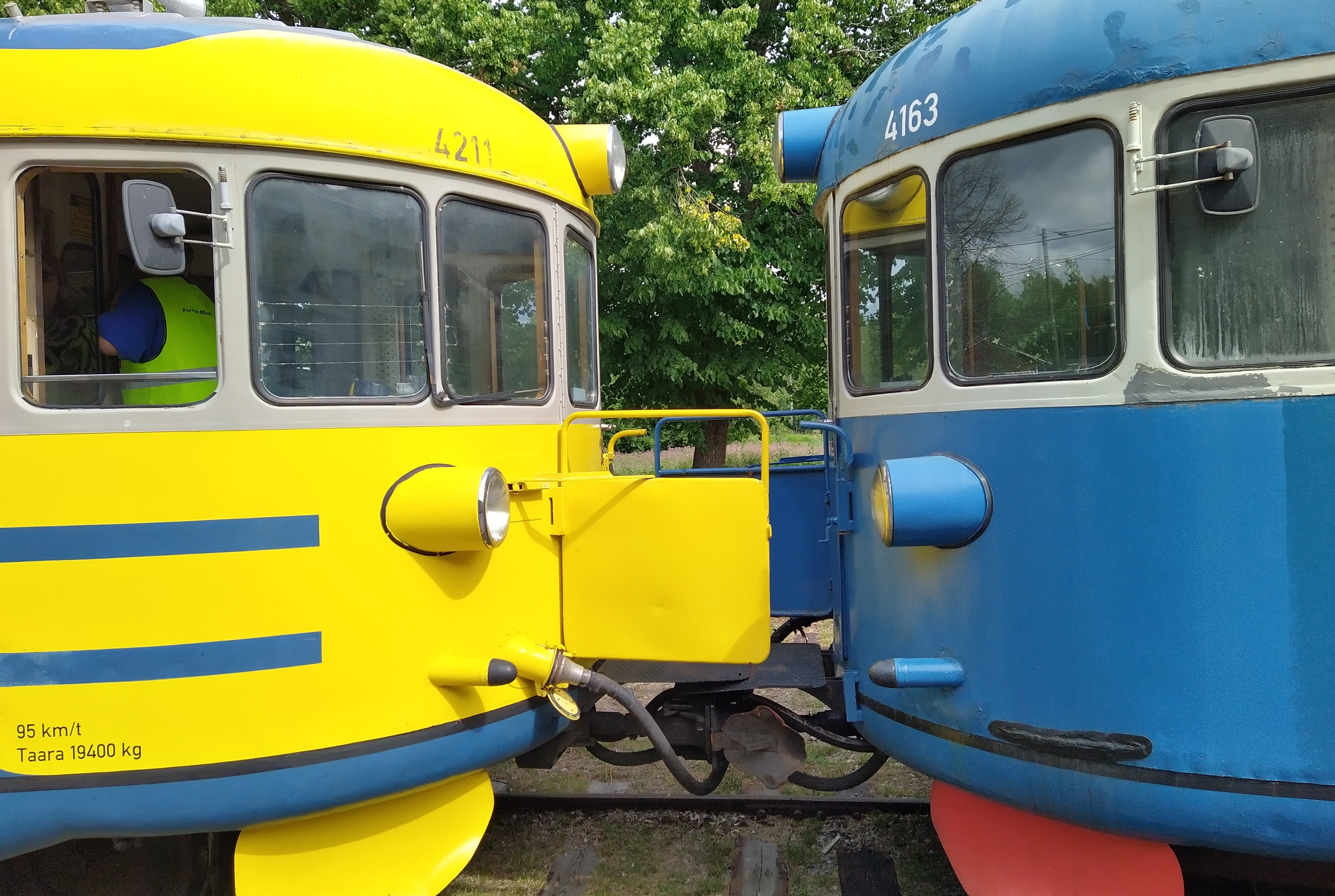
Hopkopplade VR Dm7-motorvagnar

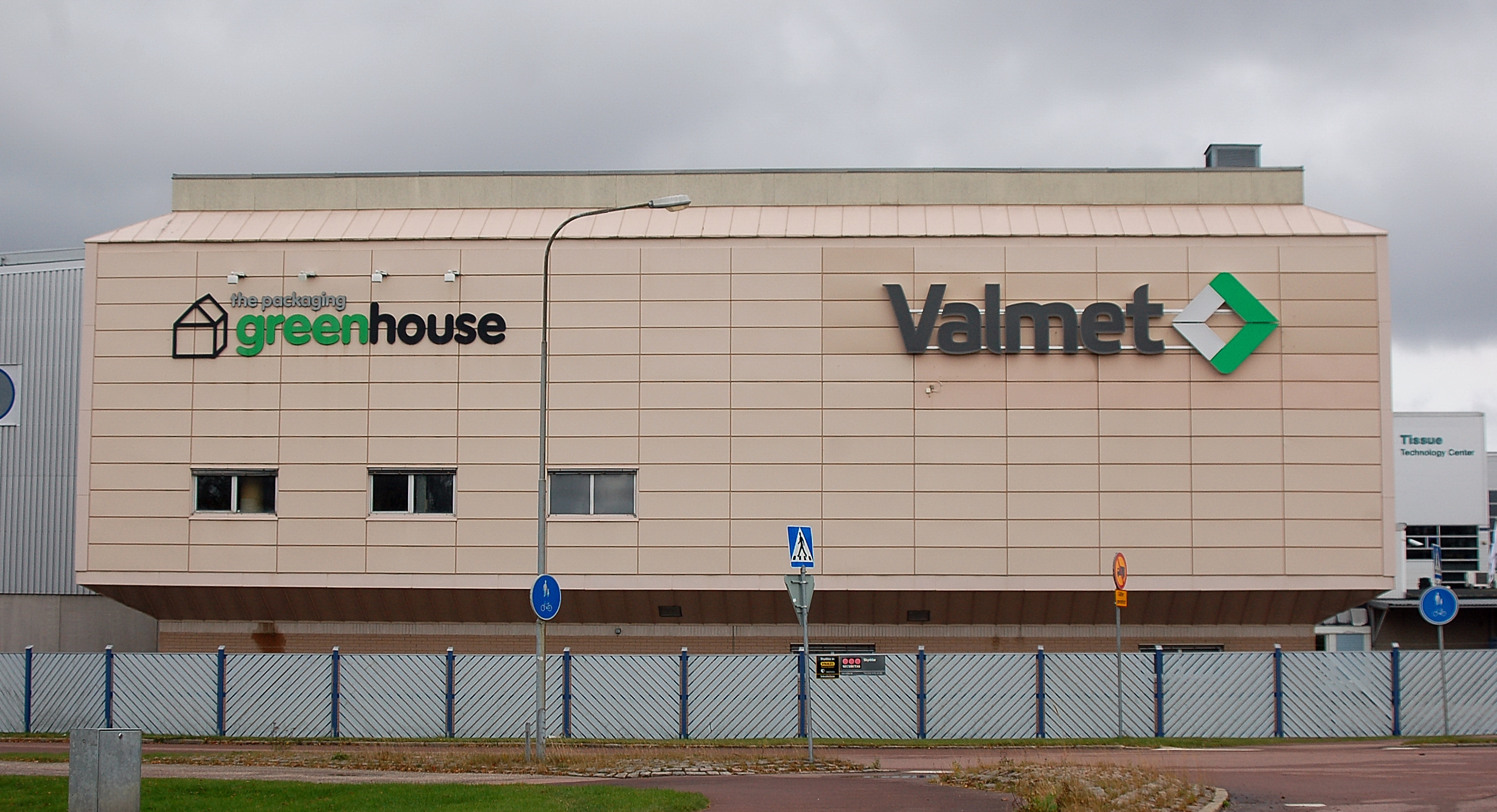
Valmet Greenhouse Karlstad

Valmet Oyj är ett finländskt verkstadsindustriföretag, som grundades 1946 som det statliga Valtion Metallitehtaat (Statens metallverkstäder) såsom en av flera förutsättningar för Finland att klara av Finlands krigsskadestånd till Sovjetunionen. 
Företaget har över åren haft en mycket varierad produktion. Valmet tillverkar idag bland annat anläggningar och produktionsutrustning för tillverkning av biogas, massa, biobränsle och energi samt papper och kartong.

## Historik
Företagets namn ändrades till Valmet Oy 1951. Valmet hade en bred produktion med flygplan, fordon som traktorer, skogs- och anläggningsmaskiner, bilar och spårvagnar, lokomotiv, fartyg, marindieslar men även vapen och hushållsapparater. 
Valmet och UPM-Kymmenes dotterbolag Rauma Oy fusionerades 1999 till Metso, vilket börsnoterades.
Metso delades i december 2013. Affärsområdena papper, massa och kraft (dit defibreringsmaskintillverkningen i Sundsvall hör) bildade ett nytt bolag med det gamla namnet Valmet. I april 2015 sålde Metso sitt affärsområde "Process Automation Systems" till Valmet.

## Pappersmaskiner
Valmet började tillverka pappersmaskiner i Finland i början av 1950-talet i den tidigare artillerifabriken Rautpohja i Jyväskylä. Den första pappersmaskinen levererades 1953. Under 1980- och 1990-talen blev pappersmaskiner företagets viktigaste produkt, samtidigt som stora delar av annan produktion avvecklades. I en omstrukteringsoperation med Wärtsilä övertog Valmet Wärtsiläs tillverkning av pappersförädlingsmaskiner, Karlstads Mekaniska Werkstad (KMW) samt kartongmaskinstillverkaren Tampella Papertech, samtidigt som Wärtsilä övertog Valmets varv.

## Valmet Automotive
I samarbete med Saab tillverkade Valmet från 1970 till 1992 personbilar i Nystad. Förutom flertalet Saab-bilar för den finska marknaden byggdes där alla exemplar av Saab 90 och Saab 900 cabriolet. Valmet Automotive tillverkar idag åt bl a Porsche – Boxster och Cayman – samt laddhybrid-sportbilen Fisker Karma och den norska elbilen Think. Även Opel, Lada och Simca-Talbot har tillverkat bilar hos Valmet. Från och med år 2015 gör de Mercedes bilarna av A-Class och GLC-modellen på licens för Daimler AG.

## Valmets tidigare varv
Valmet hade som mest ett halvdussin varv i Finland, bland andra:
- Skatuddenvarvet i Helsingfors
- Nordsjövarvet i Helsingfors
- Pansiovarvet i Pansio i Åbo, där även marindieslar tillverkades.
- Oy Laivateollisuus Ab i Åbo, köpt Valmet 1973, som var specialiserat på mindre fartyg och efter kriget fick bygga långa serier av krigsskadeståndsskonare till Sovjetunionen, avpassade för det ryska kanalsystemet, samt ett större antal supplyfartyg för olje- og gasutvinningen till havs.
- Sveaborgs varv, administrerat av Valmet somen filial till Skatuddenvarvet.
- Ett reparationsvarv i Kotka.

I en stor omstruktureringsoperation mellan Wärtsilä och Valmet 1987 övertog Wärtsila alla Valmets varv och samlade sin varvsverksamhet i det av Wärtsilä majoritetsägda Wärtsilä Marinindustri, samtidigt som Valmet övertog Wärtsiläs fabriker för utrustning för cellulosaindustrin. 
Som en följd av den europeiska varvskrisen lades Valmets tidigare varv ned det ena efter det andra. Det tidigare Nordsjövarvets torrdocka fortsatte att användas under ett antal år av Aker Finnyards, senare STX Finland, för bottenarbeten på fartyg.

## Traktorer

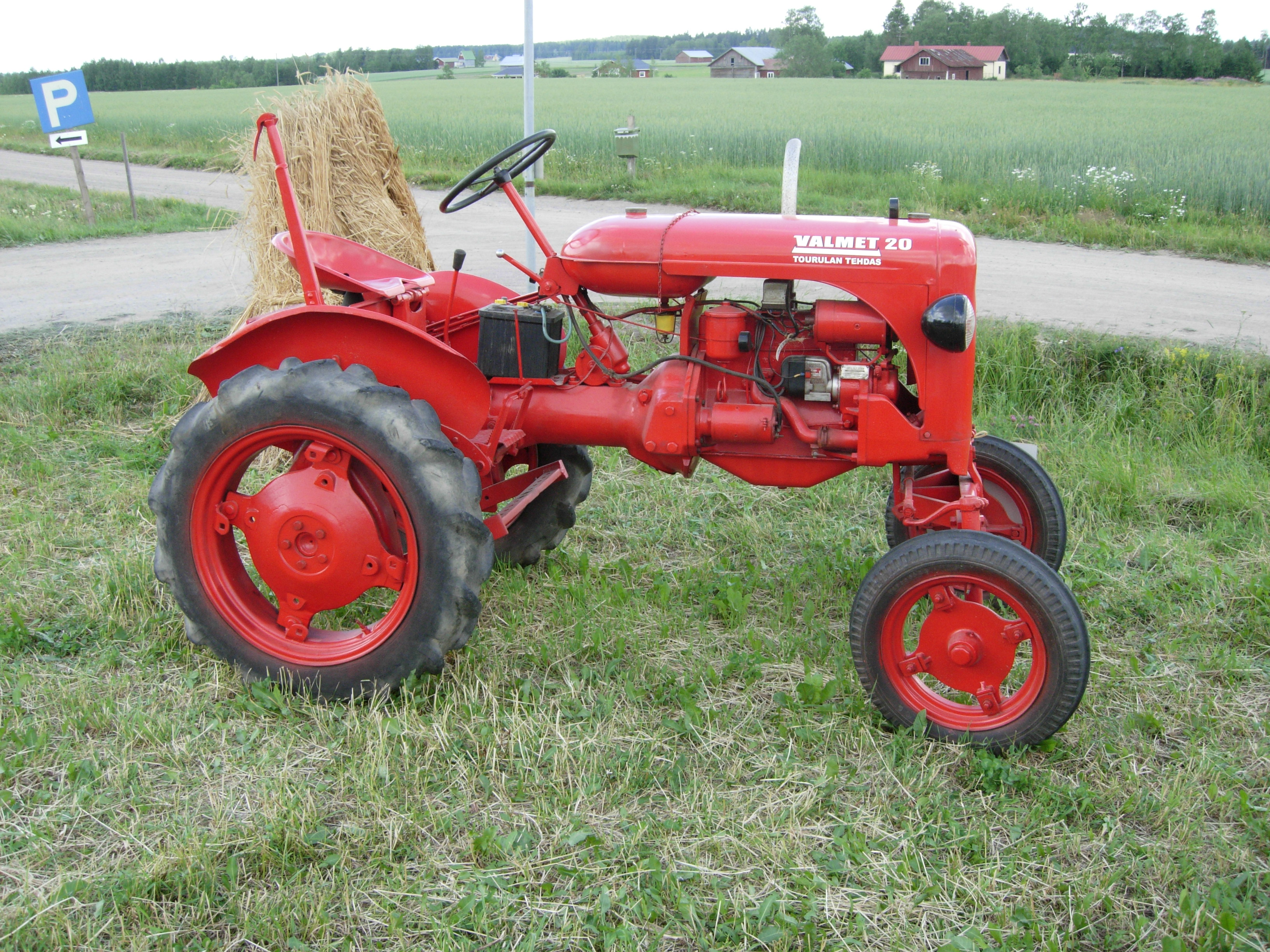
Valmet-traktor

Volvo BM sålde 1979 sin traktorproduktion till Valmet. Genom ägarbyten har Valmets traktortillverkning hamnat hos AGCO, och traktorerna har nu märket Valtra.

## Varumärke för skogsmaskiner
"Valmet" var till 2011 varumärke för de skogsmaskiner som tillverkades av Komatsu Forest inom den japanska Komatsu-koncernen vid dess två fabriker i Umeå och Shawano, Wisconsin, USA (skördare och skotare). År 2011 ändrades namnet på maskinerna till Komatsu.

## Vapen

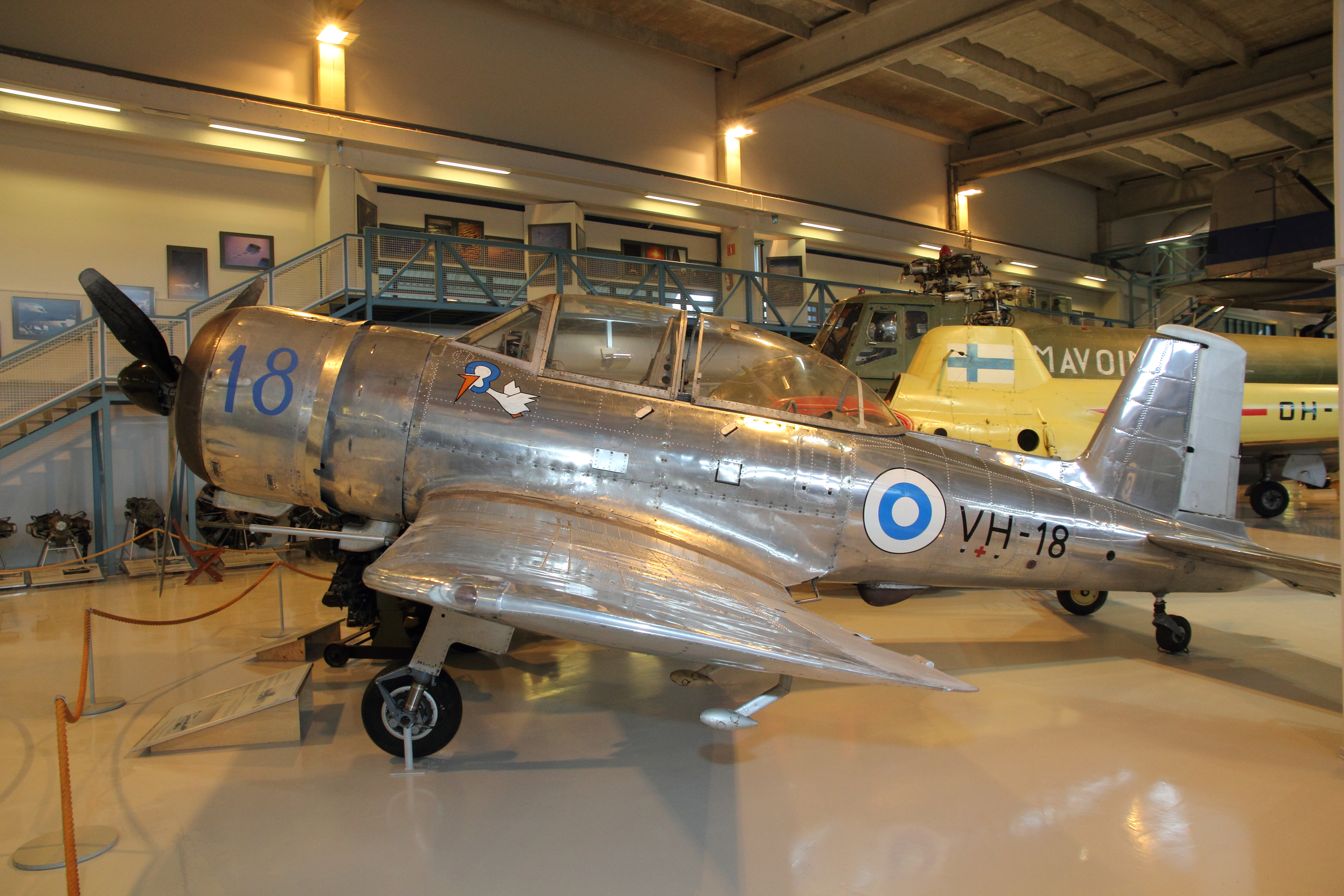
Valmet Vihuri

Valmets vapendivision slogs 1986 samman med Sako under namnet Sako-Valmet, med delat ägarskap av Nokia och Valmet. Detta företag såldes 2008 till italienska Beretta Holding.
Sako-Valmet tillverkade bland annat gevärsmodellerna 212, 412 och 412s. Det var handeldvapen med brytmekanism och med utbytbara pipor. Piporna kammrades i olika kalibrar. Dubbelstudsarpiporna bland annat i .308 Winchester och 9,3 × 74 R. Kombilpipor fanns i bland annat kaliber 12 gauge och .308 Winchester. Rena hagelpipset fanns också, både med fast borrning och med utbytbara choker. Senare såldes tillverkningen av vapen till Italien, där modell 412 fortsatte att tillverkas, först som Tikka 412 och senare som Finn 412 och Finn 512.